# Neocatechumenaat

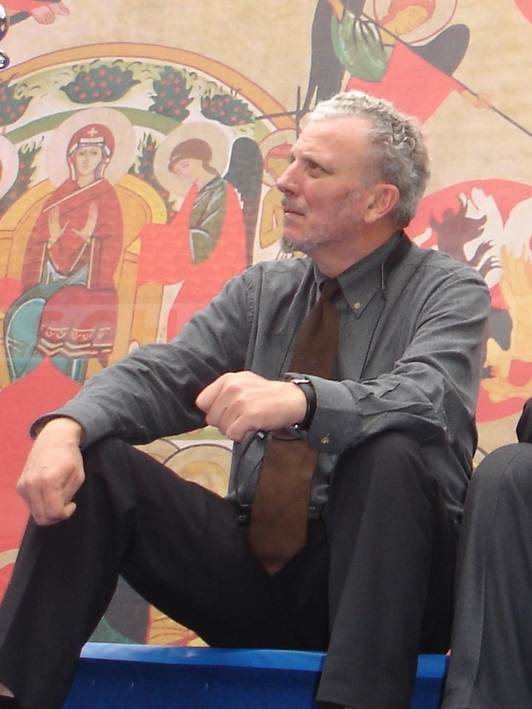
Kiko Argüello

Het Neocatechumenaat, in de volksmond ook wel De Weg genoemd, is een organisatie binnen de Rooms-Katholieke Kerk die gewijd is aan de christelijke vorming van volwassenen. De beweging werd in 1964 in Madrid opgericht door de kunstenaar en musicus Kiko Argüello en Carmen Hernández als reactie op het Tweede Vaticaans Concilie en werd in 2008 definitief goedgekeurd door de Heilige Stoel; hierbij ontving het Neocatachumenaat de status van publiek rechtspersoon onder het canoniek recht.
Het Neocatechumenaat haalt zijn inspiratie uit de catechumene van de Vroege Kerk, die een aantal richtlijnen gaf waarmee bekeerlingen uit het heidendom voorbereid werden op het doopsel. Hiermee voorziet het in een catechumene voor volwassenen die al gedoopt en lid van de Kerk zijn.
Diep betrokken als het is bij de "nieuwe evangelisatie" waarom door paus Johannes Paulus II gevraagd is, heeft het Neocatechumenaat ook de leiding over 105 "Redemptoris Mater"-seminaries in plaatsen als Rome, Karachi, Sydney en Guam, en is het verantwoordelijk voor honderden "missiegezinnen" in vele steden over de hele wereld.
Het Neocatechumenaat is opgezet in kleine communiteiten van 20 tot 50 mensen, die hun basis hebben in parochies. Er zijn rond de 40.000 van zulke gemeenschappen over de hele wereld met een geschat aantal van 1 miljoen leden.
De statuten van het Neocatechumenaat werden 'ad experimentum' goedgekeurd in 2002; de Kerk heeft de statuten definitief goedgekeurd op 13 juni 2008.